# Lijst van trainers van Los Angeles Galaxy
Deze lijst omvat de voetbalcoaches die de Amerikaanse club Los Angeles Galaxy hebben getraind vanaf 1996 tot op heden.
| Seizoen | Trainer(s)                 | Prijzen                                                 | Bijzonderheden          |
| ------- | -------------------------- | ------------------------------------------------------- | ----------------------- |
| 2025    | Greg Vanney                |                                                         | 0                       |
| 2024    | Greg Vanney                | MLS Cup, MLS Western Conference                         | 0                       |
| 2023    | Greg Vanney                |                                                         | 0                       |
| 2022    | Greg Vanney                |                                                         | 0                       |
| 2021    | Greg Vanney                |                                                         | 0                       |
| 2020    | Dominic Kinnear (interim)  |                                                         | Tweede interim periode. |
| 2020    | Guillermo Barros Schelotto |                                                         | 0                       |
| 2019    | Guillermo Barros Schelotto |                                                         | 0                       |
| 2018    | Dominic Kinnear (interim)  |                                                         |                         |
| 2018    | Sigi Schmid                |                                                         | 0                       |
| 2017    | Sigi Schmid                |                                                         | 0                       |
| 2017    | Curt Onalfo                |                                                         | 0                       |
| 2016    | Bruce Arena                |                                                         | 0                       |
| 2015    | Bruce Arena                |                                                         | 0                       |
| 2014    | Bruce Arena                | MLS Cup, MLS Western Conference                         | 0                       |
| 2013    | Bruce Arena                |                                                         | 0                       |
| 2012    | Bruce Arena                | MLS Cup,MLS Western Conference                          | 0                       |
| 2011    | Bruce Arena                | MLS Cup, MLS Supporters' Shield, MLS Western Conference | 0                       |
| 2010    | Bruce Arena                | MLS Supporters' Shield                                  | 0                       |
| 2009    | Bruce Arena                | MLS Western Conference                                  | 0                       |
| 2008    | Bruce Arena                |                                                         | 0                       |
| 2008    | Cobi Jones (interim)       |                                                         | 0                       |
| 2008    | Ruud Gullit                |                                                         | 0                       |
| 2007    | Frank Yallop               |                                                         | 0                       |
| 2006    | Frank Yallop               |                                                         | 0                       |
| 2006    | Steve Sampson              |                                                         | 0                       |
| 2005    | Steve Sampson              | MLS Cup, MLS Western Conference, US Open Cup            | 0                       |
| 2004    | Steve Sampson              |                                                         | 0                       |
| 2004    | Sigi Schmid                |                                                         | 0                       |
| 2003    | Sigi Schmid                |                                                         | 0                       |
| 2002    | Sigi Schmid                | MLS Cup, MLS Supporters' Shield, MLS Western Conference | 0                       |
| 2001    | Sigi Schmid                | MLS Western Conference, US Open Cup                     | 0                       |
| 2000    | Sigi Schmid                | CONCACAF Champions League                               | 0                       |
| 1999    | Sigi Schmid                | MLS Western Conference                                  | 0                       |
| 1999    | Octavio Zambrano           |                                                         | 0                       |
| 1998    | Octavio Zambrano           | MLS Supporters' Shield                                  | 0                       |
| 1997    | Octavio Zambrano           |                                                         | 0                       |
| 1997    | Lothar Osiander            |                                                         | 0                       |
| 1996    | Lothar Osiander            | MLS Western Conference                                  | 0                       |